# 韩荣照
韩荣照（1963年9月—），汉族，江苏金坛人，中国共产党党员。中华人民共和国政治人物、第十三届全国人民代表大会解放军和武警部队代表。

## 生平
武警山东总队司令员丶武警少將丶2018年，韩荣照被选为解放军和武警部队出席第十三届全国人民代表大会代表。